# Горожанин, Валерий Михайлович
Валерий Михайлович Горожанин (Кудельский, при рождении Вольф Моисеевич Гамбург; 1889, Аккерман, Бессарабская губерния, Российская империя — 1938, Москва, Советский Союз) — начальник Особого бюро при секретариате НКВД СССР (внешняя разведка), старший майор государственной безопасности (1935); литератор. Расстрелян в 1938 году, реабилитирован посмертно.

## Биография

В. М. Горожанин с В. В. Маяковским

Родился в еврейской семье. Мать умерла, когда ему было три года. Отец, страховой агент Моисей Мордхович Гамбург (1851—1897), умер через 5 лет и в восемь лет В. М. Горожанин остался полным сиротой. Воспитывался в семье двоюродной сестры матери. С 1903 года зарабатывал на жизнь частными уроками, в 1905 году сдал экстерном экзамены за 4 класса тираспольской гимназии, в 1907 году — за полный курс (8 классов) этой гимназии. В 1907 году вступил в партию социалистов-революционеров (1909—1914) и уже в 1908 году был арестован; содержался в Тираспольской тюрьме вместе с Г. И. Котовским.
В 1909—1912 годах учился на юридическом факультете Новороссийского университета в Одессе, однако был отчислен за революционную деятельность. В 1912 году был арестован, полгода содержался в одиночной камере, а затем до конца 1914 года отбывал ссылку в Вологодской губернии. Некоторое время находился в Париже. В 1915 году, в связи с событиями Первой мировой войны, вступил в Русскую императорскую армию вольноопределяющимся; в 1916 году, утратив патриотические иллюзии, дезертировал. С осени 1916 года — секретарь рабочей кооперации в Одессе.
После Февральской революции в 1917 году продолжил учёбу на четвёртом курсе в Новороссийском университете. В 1917—1918 годах активно участвовал в революционных событиях в Одессе. С января 1918 года служил рядовым в Красной Гвардии, одновременно был литературным сотрудником газеты «Голос революции». В 1917—1919 годах член партии боротьбистов. С 1919 года член РКП(б). В органах ВЧК-ГПУ-НКВД с мая 1919 года: следователь по особо важным делам при президиуме Одесской губернской ЧК. В период деникинской оккупации находился в Одессе, был арестован и приговорён к расстрелу. Освобожден Красной Армией. Затем работал на руководящих должностях в различных подразделениях украинского ГПУ. В 1920 году уполномоченный по борьбе с контрреволюцией и шпионажем, затем заведующий секретно-оперативного отдела и член коллегии Николаевской губЧК. Подготовил и внедрил в петлюровское подполье чекиста Сергея Карина (Даниленко), ликвидировал петлюровскую организацию «Народная помста». После перевода в Харьков в феврале 1921 года — начальник секретного отдела (СО) ЦУПЧРЕЗКОМа, с апреля того же года — начальник СО ВУЧК, с марта 1922 года по 5 февраля 1923 года — начальник СО ГПУ УкрССР. Принимал участие в разработке группы «Большая войсковая рада», закончившейся захватом атамана Ю. О. Тютюнника, ликвидировал дело «Киевского областного Центра действия». С 5 января 1923 года начальник секретно-оперативной части Киевского губотдела ГПУ и ПП ГПУ по Правобережной Украине, с 13 июня 1923 года помощник начальника СОЧ Киевского губотдела ГПУ, с 23 октября временно исполняющий должность начальника Киевского губотдела ГПУ на время отпуска Г. М. Иванова. С 14 января 1924 года заместитель начальника Киевского губотдела ГПУ. С 7 марта 1924 года — в резерве назначения ГПУ УкрССР, с 7 мая 1924 года по 3 мая 1930 года — начальник СО ГПУ УкрССР.
В мае 1930 года откомандирован на работу в центральный аппарат ОГПУ СССР. 20 сентября 1930 года назначен руководителем курса по методике чекистской работы в Центральной Школе ОГПУ СССР. С 7 мая 1930 года заместитель начальника СО ОГПУ СССР, с 14 марта 1931 года начальник 1-го отделения СПО ОГПУ СССР, с 23 августа 1931 года помощник начальника СПО ОГПУ СССР, с 3 декабря того же года заместитель начальника СПО ОГПУ СССР.
С 1932 года на руководящих должностях в ИНО ОГПУ (внешняя разведка). С 5 июля 1933 года помощник начальника ИНО ОГПУ (с 10 июля 1934 года ИНО ГУГБ НКВД), с 21 мая 1935 года 2-й заместитель начальника ИНО ГУГБ НКВД СССР. С 15 февраля 1937 года — начальник, с 27 мая — заместитель начальника Особого бюро НКВД СССР.

### Репрессии
19 августа 1937 года арестован по делу «о антисоветском к.-р. заговоре в органах НКВД УкрССР». Внесён в расстрельный список № 3 «Москва-центр» от 20 августа 1938 года («Бывш. сотрудники НКВД») — «за» 1-ю категорию Сталин, Молотов).
29 августа 1938 года осужден к ВМН ВКВС СССР по обвинению в «участии в контрреволюционной террористической организации в органах НКВД». Расстрелян в тот же день вместе с группой руководящих сотрудников НКВД СССР (Л. М. Заковский, Л. Г. Миронов, Н. Е. Шапиро-Дайховский, О. Я. Нодев, М. М. Подольский, О. О. Абугов , А. В. Гуминский и др.). Место захоронения -спецобъект НКВД «Коммунарка». 27 июля 1957 года реабилитирован ВКВС СССР.

### Место проживания
Проживал рядом с местом работы: Москва, улица Малая Лубянка, дом 5, квартира 41.

## Литературное творчество
В харьковский период (1923—1930) сдружился с поэтом В. В. Маяковским, который не раз гостил у В. М. Горожанина и его жены Берты Яковлевны Горожаниной (1898—?); лишь в одном 1927 году поэт посетил Харьков четыре раза. В 1927 году Горожанин и Маяковский провели вместе отпуск в Ялте, где написали совместный киносценарий «Инженер д’Арси» («Борьба за нефть») об истории захвата персидской нефти Англией. 25 августа 1927 года сценарий был сдан художественному совету ялтинской кинофабрики «Всеукраинское фотокиноуправление». В. М. Горожанину посвящено стихотворение Маяковского «Солдаты Дзержинского» (1927).
Автор книги «Анатоль Франс и Ватикан» (Харьков: Юношеский сектор издательства «Пролетарий», 1925. — 36 с.).

## Комментарии
1. ↑  Особое бюро при секретариате НКВД СССР образовано 15 февраля 1937 приказом НКВД № 0064 для обобщения опыта разведывательной и контрразведывательной работы, ведения досье на деятелей капиталистических стран и подготовки учебных пособий; ликвидировано 05 октября 1938 приказом НКВД № 0197.
2. ↑  В качестве настоящего имени различными источниками указываются Вольф Моисеевич Гамбург[1] и Кудельский, но архивные данные по этому вопросу пока не обнаружены.
3. ↑  В 1927 В. В. Маяковский написал целый ряд стихотворений, воспевающих чекистов, что по времени совпадает с частыми посещениями последними салона Лили Брик. Одно из стихотворений — «Солдаты Дзержинского» — было посвящено «Вал. М.» — Валерию Михайловичу Горожанину.